# Tour de la BCEAO
Der Tour de la BCEAO ist ein Hochhauskomplex in der malischen Hauptstadt Bamako und der malische Sitz der Banque Centrale des Etats de l’Afrique de l’Ouest (BCEAO), der Zentralbank mehrerer französischsprachiger Nationen Westafrikas.
Der sich am nördlichen Ufer des Niger erhebende BCEAO-Komplex mit Gartenanlage wurde 1994 im Stil der französisch beeinflussten neu-sudanesischen Architektur erbaut und zeigt Elemente der „Sudan-Sahel-Bauweise“ der berühmten Moscheen von Djenné und Timbuktu. Die Höhe des Gebäudes wird auf etwa 70 Meter geschätzt, es hat 20 Etagen und ein Kellergeschoss mit Tiefgarage. Es ist das höchste Bauwerk von Mali.